# アニ×アニ!
『アニ×アニ!』は、テレビ東京系列で2013年7月24日から同年12月25日まで放送されていたアニメバラエティ番組枠。放送時間は水曜19:00 - 19:55（JST）。

## 概要
「究極進化アニメバラエティ!!」と題し、テレビ東京系列水曜19時台のアニメ枠『イナズマイレブンGO ギャラクシー』『ダンボール戦機WARS』を約1時間の時間帯としてブランド化。
テレビ東京19時枠の1時間アニメコンプレックス枠は、2006年4月4日から同年9月19日まで火曜19時枠に編成された『火曜いージャン!!』（『BLEACH』と『銀魂』を放送）以来6年10ヶ月振りで、水曜は開局以来初になる。

『イナズマイレブンGO』シリーズは2011年5月より、『ダンボール戦機』シリーズは2011年3月より放送が開始されているが、『アニ×アニ!』枠（以下、『アニアニ』）になってからはおはコロ同様、放送前後にミニコーナーが新たに挿入された代わりに、各番組後に挿入されていたコーナー（『GOギャラクシー』の「今日の格言」、『WARS』の「猿田教官の補習授業」）がカットされている。
キャッチコピーは「楽しさギガ盛り!!」
12月25日放送で『ダンボール戦機』シリーズが完結し、新たに19:00 - 19:27に『妖怪ウォッチ』を開始するため、本枠は廃枠。これにともない『GOギャラクシー』は19:27 - 19:55へ独立移動、1分遅いが、前々身『イナズマイレブン』以来2年10ヶ月ぶりにかつての枠に戻った。なお『妖怪ウォッチ』キャラと『GOギャラクシー』キャラとの「受け渡し」は行われないが、その代わり「ジバニャンを探せ!」と銘打ち、『GOギャラクシー』劇中に『妖怪ウォッチ』のジバニャンがモブとして登場、『GOギャラクシー』冒頭ではジバニャンが登場して、自分がどこに居るかを告知してから本編に入り、『GOギャラクシー』次回予告直後にはジバニャンが再び登場して、自分が今回居た場所を説明する内容になった。しかし2014年3月19日の放送を以て『イナズマイレブン』シリーズは完結するため、「ジバニャンを探せ!」は同年3月5日放送分で廃止、そして同年4月より水曜18:57 - 19:55で音楽バラエティ番組『THEカラオケ★バトル』を開始するため、『妖怪ウォッチ』は金曜18:30へ移動、これによりテレビ東京水曜19時台アニメは廃枠、同時に在京キー局の水曜19時台アニメが再び無くなった。

## アニメパート
前半（19時00分 - 19時26分）
- イナズマイレブンGO ギャラクシー

後半（19時27分 - 19時55分）
- ダンボール戦機ウォーズ

## ミニコーナーなど
※前述した通り、時差ネット放送及びネット配信版ではこれらのコーナーは放送されない（本編に潜んでいるでんぢゃらすじーさんはそのまま放送）。

### アニ×アニ! みようぜ! イナダンギャグ外伝
萬屋不死身之介の漫画を原案としたミニアニメ。『イナズマイレブンGO クロノ・ストーン』と『ダンボール戦機W』の各番組終了時に放送された『劇場版イナズマイレブンGO vs ダンボール戦機W』映画宣伝コーナーが元になっており、その後ショウワノートCMやレベルファイブの人気投票ムービーでも起用され、『アニアニ』で再びテレビアニメに登場した。映画宣伝時は4コマ風の形式であったが、今作ではコント形式になっており、『アニアニ』枠の最初と最後に各25秒間の2部構成で放送されている。
アニメ枠終了以降も『イナズマイレブンGO ギャラクシー』最後に『イナズマギャグ外伝』として継続して放送したが、「ジバニャンを探せ」同様2014年3月5日放送分を以て廃止された。
登場キャラクター（イナズマ関連）
- 松風天馬
- 瞬木隼人
- 神童拓人
- 西園信助

登場キャラクター（ダンボール関連）
- 瀬名アラタ
- 法条ムラク
- 山野バン
- 大空ヒロ

### でんぢゃらすじーさんを探せ!
毎週『イナズマイレブンGO ギャラクシー』か『ダンボール戦機WARS』のどちらかにでんぢゃらすじーさんが映り込むという設定で、視聴者に探してもらうミニコーナー。正解は番組の終盤に発表される。

### アニ×アニ! 応援レター大紹介コーナー!!
『GOギャラクシー』及び『WARS』のエンディング中に、視聴者からの応援レターを紹介するコーナーがL字で設定。投稿に関しては、アニ×アニ! のコーナー紹介ページを参照。